# Лазарева, Мария Павловна
Мария Павловна Лазарева (в девичестве Колесниченко) (28 августа 1928, Овидиополь — 27 января 1990, Овидиополь, Одесская область) — звеньевая совхоза «Нижне-Чуйский» Министерства сельского хозяйства СССР, Кагановичский район Фрунзенской области, Киргизская ССР. Герой Социалистического Труда (1950).

## Биография
Родилась в 1928 году в Овидиополе (ныне — Одесская область).
С 1949 года возглавляла звено по выращиванию кенафа. В 1949 году звено Марии Колесниченко собрало в среднем по 121,3 центнера кенафа с каждого гектара на участке площадью 19 гектаров. Указом Президиума Верховного Совета СССР от 10 июля 1950 года удостоена звания Героя Социалистического Труда с вручением ордена Ленина и золотой медали «Серп и Молот».
С 1983 года — персональный пенсионер союзного значения. Проживала в селе Нижнечуйское. Впоследствии вернулась в родной город.
Скончалась в 1990 году.